# Carrhenes callipetes
Carrhenes callipetes är en fjärilsart som beskrevs av Frederick DuCane Godman och Osbert Salvin 1895. Carrhenes callipetes ingår i släktet Carrhenes och familjen tjockhuvuden. Inga underarter finns listade i Catalogue of Life.